# Jan Furtok
Jan Furtok (Katowice, 9 de março de 1962 – Katowice, 26 de novembro de 2024) foi um futebolista polonês. Ele competiu na Copa do Mundo FIFA de 1986, sediada no México, na qual a seleção de seu país terminou na 14º colocação dentre os 24 participantes.

## Morte
Furtok sofria de Alzheimer há anos. Ele foi diagnosticado em 2015. Furtok morreu em 26 de novembro de 2024, aos 62 anos.